# Бакаївка (Прилуцький район)
Бакаї́вка — село в Україні, у Прилуцькому районі Чернігівської області. Входить до складу Ічнянської міської громади. Населення становить 772 осіб.

## Географія
Село розташоване на північному заході району, на правому березі річки Удай (притока Сули). Річка в цій місцевості дуже заболочена. За 3 км вище за течією — село Дорогинка, на протилежному березі річки — Андріївка. Висота над рівнем моря — 127 м.
Відстань від Чернігова — близько 120 км (автошляхами — 143 км), до Ічні — 22 км (автошляхами — близько 30 км). Найближча залізнична станція — Лосинівка на лінії Ніжин — Прилуки Полтавської дирекції залізничних перевезень за 14 км.
Бакаївка з усіх сторін оточена болотами:
- Біля криниці — 200 га. На краю болота є криничка з доброю джерельною водою.
- Човнова — 40 га. Посередині торф'яного болота було прорізано рів для човна, яким у давні часи перевозили людей.
- Кути — близько 300 га. Це болото кутом заходить в Андріївський і Заудайський ліси.
- Панське — 80 га. Біля нього ще у XIX сторіччі посаджено на площі 2 га березовий гай. Берези тут ростуть і досі.
- Жевак — 180 га Тягнеться між полями від Заудайки до Комарівки. Походження назви неясне.

Близько 1968 року між Бакаївкою і Андріївкою насипали дорогу. По народному вона носить назву БАМ, або Бакаївсько-Андріївська Магістраль.

## Народна етимологія назви
Старі люди говорять: колись, у давнину, тут, де Удай, протікала повноводна річка, у який водилася різна прісноводна риба. Одного разу сюди потрапив загін монголо-татар на чолі з ханом Бакаєм. Після пишної вечері частина бранців сховалася в плавнях Удаю. Після відходу ординців, вони й собі вийшли з плавнів, і тут оселилася. Так утворився маленький хутір Бакаївка, названий так нібито в честь ординця Бакая. Проте з наукової точки зору назва села прозора: походить від прізвища одного з власників ґрунтів — Бакая.

## Історія
В цій місцевості люди мешкали з давніх-давен. Поблизу Бакаївки і Комарівки досліджені кургани доби бронзи (II тисячоліття до н. е.).
Заснована Бакаївка в першій половині XVII сторіччя (офіційною датою заснування села вважається 1600 рік). В цей період село належало князю Вишневецькому.
З 1654-го до 1782 року Бакаївка входила до складу другої сотні Ніжинського полку. 1866 року в селі налічувалося 247 дворів, 1493 жителів. Діяла Михайлівська церква.
Є на мапі 1800 року.
Після селянської реформи, навесні 1862 року селяни Бакаївки відмовилися підписати статутну грамоту. Хвилювання селян було придушене військами.
У 1859 році у власницькому селі Бакаївка була церква та 247 дворів де жило 1493 особи (782 чоловічої та 711 жіночої статі)
1866 року у власницькому селі Ніжинського повіту Чернігівської губернії мешкала 3245 осіб (273 чоловічої статі та 248 — жіночої), налічувалось 67(?) дворових господарств, існувала православна церква.
Станом на 1885 рік у колишньому державному та власницькому селі Монастирищенської волості мешкала 1581 особа, налічувалось 308 дворових господарств, існувала православна церква, школа, 2 постоялих будинки, лавка, 2 вітряних млини, маслобійний завод.
За переписом 1897 року кількість мешканців зросла до 1985 осіб (1007 чоловічої статі та 978 — жіночої), з яких 1976 — православної віри.
1897 року налічувало 377 дворів і 1777 жителів[джерело?]. Відкрита земська школа, а 1899-го — закладено трикласну церковно-парафіяльну школу на 60 учнів.
В буремні роки революцій село отримало відомість завдяки курйозу: декілька селян проголосили тут незалежну державу з назвою «Чернігівське Південне Сударство».
1920 року в селі встановлено окупаційну радянську владу. А на початку 1930-х внаслідок насильницького геноциду влади село постраждало від голодомору.
350 жителів Бакаївки брали участь у Другій світовій війні на боці сталінського режиму, 243 з них — загинули, 127 — нагороджені орденами і медалями СРСР. На честь воїнів-односельців, що загинули, у 1974 році в центрі села споруджено обеліск Слави.
1946 року комуністи почали знову забирати все їстівне, у селі з'явилися пухлі люди.
У повоєнний період в селі знаходилася центральна садиба колгоспу імені Щорса за яким було закріплено 8231 гектарів сільськогосподарських угідь, у тому числі 4625 га орної землі. Господарство вирощувало зернові та технічні культури.
1950 року повністю проведено радіофікацію села. 1968-го року — електрифіковано. В селі з'явилися перші телевізори. 1978 року на дорогах покладене тверде покриття.
На початку 1970-х населення села становило 1510 осіб. В 2001-му — 749. Нині в селі живе 772 мешканці (2007 рік).
Із 1996 по 2017 роки в селі існувала віртуальна держава Титульний Суверенний Народ України.
До 2017 року було центром Бакаївської сільської ради, до якої також входило село Комарівка.

## Населення
Згідно з переписом УРСР 1989 року чисельність наявного населення села становила 1000 осіб, з яких 424 чоловіки та 576 жінок.
За переписом населення України 2001 року в селі мешкала 741 особа.

### Мова
Розподіл населення за рідною мовою за даними перепису 2001 року:
| Мова       | Відсоток |
| ---------- | -------- |
| українська | 99,47 %  |
| російська  | 0,53 %   |

## Сучасний стан
Правонаступник колгоспу, приватне сільськогосподарське підприємство «Удай», якому було підпорядковано 1978,5 га сільськогосподарських угідь у тому числі 1846,1 га орної землі розпалося.
У селі діють два фермерські господарства, що володіють 49,9 га земель.
На території села працюють загальноосвітня школа I—II ст., медпункт, відділення зв'язку, магазини. У 1991 році справив новосілля красивий будинок культури (250 місць) з бібліотекою (книжковий фонд — 10 тис. примірників).

### Школа
У Бакаївці працює загальноосвітня школа, якій відзначилося 115 років. Нове двоповерхове типове приміщення школи, побудоване у 1985 році, розраховане на 160 учнів. У шкільному будинку 11 класних кімнат, спортзал, майстерня.
Штат школи складається з 18 працівників — директор, 10 вчителів, викладач трудового навчання (на тракторі), 2 працівники кухні, 2 прибиральниці, кочегар. Усі вчителі з вищою освітою. Педколектив має 9 учительських ставок. В школі, розрахованій на 160 учнів, наразі навчається 35 учнів.
Причиною цьому стало те, що при неухильному знелюдненні села шкільний контингент скорочується ще вищими темпами. Якщо за рік народжується не більше 5 дітей, у місцевій школі неминуче зменшується кількість класних комплектів, що веде до зниження її статусу зі всім комплексом негативних для села наслідків. У титульному списку шкіл Ічнянського району на 2007/2008 роки Бакаївська школа входила до складу навчальних закладів 1-3 ступенів. У цій категорії вона була однією з найменших — 55 учнів, 7 класів 6 комплектів. Фінансування з розрахунку на одного учня Бакаївській школі планувалося в розмірі 8412 грн. — найбільше серед установ 1-3 ступенів при середньо районному 5463 грн. Малі розміри стали підставою переведення в наступному навчальному році Бакаївської ЗОШ на нижчий рівень 1-2 ступені[джерело?].
Серед інших проблем — немає вчителя іноземної мови. Відсутній комп'ютерний клас. Зведені групи учнів молодших класів ведуть дві вчительки — в однієї школярі першого і третього класу, в іншої — другого та четвертого. Індивідуально навчаються учні шостого і дев'ятого класів.
Частина шкільної площі передана в оренду під магазин.

## Місцева топонімія

### «Кутки»
- Хутір — один із найстаріших в селі.
- Кубраківка — назва походить від прізвища великої родини Кубраків, що тут поселилися. Пізніше куток заселили їх нащадки і родичі, і всі Кубраки.
- Воронівка — від прізвища пана Ворона, якому належали ці землі.
- Клечанівка — ця поетична назва пов'язана з народним звичаєм, прикрашати село на зелену неділю клечанням. Вулиця щедро обсаджена кленами, гілки яких прикрашають двори на свято.
- Великий Вокзал — дуже довга вулиця, від якогось дотепника отримала назву.
- Кочергівка — назва Походить від прізвища Кочерга.
- Маленький Вокзал — найкоротша в селі вулиця.

### Лани
Кожне поле в околицях Бакаївки має окрему назву.
- Катюшине — колись у давнину на самому ріжечку поля площею 6 га жила собі бабця Катюша. Певно, добра була людина, бо таку пестливу назву лишила по собі.
- Грушки — на території 11 га здавна росте п'ять дерев груш-дичок.
- Озерце — посеред поля площею 25 гектарів, 0,6 га займає озерце, яке ніколи не висихає, у ньому навіть водиться риба.
- Ярки — посеред 70 га поля півгектара займають яри глибиною до 5 метрів. Вони виходять в болото «Жевак».
- Штани — 90-гектарне поле формою як дві колоші штанів.
- Дубина — 145 га. У давнину тут росли дуби.
- Окіп — 90 га. Це поле за панщини було обкопане ровом.
- Малашивщина — 145 га. Поля належали панові Малишу.
- Варвини могилки. 95 га.
- Минжа — 160 га. Тут є маленький сінокіс, де проводили обмін худоби — один хазяїн міняв свого бичка чи корівку в іншого.
- Ставкове Поле — 120 га. Колись по полю були ставки, але з часом вони пересохли, а назва залишилась.
- Лиска в Полі — 97 га.
- Поле біля Федотка. Серед поля в 44 га був будинок з господарськими будівлями якогось Федотка. З часом серед поля лишилось, тільки місце Обсаджене вербами.

## Відомі люди
- Пархоменко Олександра Іванівна — депутат Верховної Ради УРСР 11-го скликання.